# NGC 6075
NGC 6075 је елиптична галаксија у сазвежђу Херкул која се налази на NGC листи објеката дубоког неба.
Деклинација објекта је + 23° 57' 54" а ректасцензија 16h 11m 22,6s. Привидна величина (магнитуда) објекта NGC 6075 износи 14,2 а фотографска магнитуда 15,2. NGC 6075 је још познат и под ознакама IC 4594, MCG 4-38-38, CGCG 137-55, VV 380, PGC 57426.